# Louis Raymond
Louis Raymond (n. 28 iunie 1895, Pretoria, Africa de Sud – d. 30 ianuarie 1962, Johannesburg, Africa de Sud) a fost un jucător de tenis sud-african, medaliat olimpic. A participat la o ediție a Jocurilor Olimpice (1920) în care a câștigat o medalie de aur.

## Participări
Lista de mai jos prezintă principalele competiții la care a participat Louis Raymond de-a lungul carierei.
- tennis at the 1920 Summer Olympics – men's singles[*]